# Filip Starzyński (Eishockeyspieler)
Filip Starzyński (* 26. Januar 1993 in Warschau) ist ein polnischer Eishockeyspieler, der seit 2021 beim GKS Tychy in der Polska Hokej Liga unter Vertrag steht.

## Karriere

### Club
Filip Starzyński begann seine Karriere in Kanada, wo er die Okanagan Hockey Academy besuchte. 2010 wechselte er in die Vereinigten Staaten. Dort spielte er zunächst für die Los Angeles junior Kings in der Tier 1 Elite Hockey League und anschließend bis 2014 bei den Aberdeen Kings und den Bismarck Bocats in der North American Hockey League. Während seines Studiums an der Northern Michigan University spielte er für die Hochschulmannschaft in der Western Collegiate Hockey Association der National Collegiate Athletic Association und wurde 2016 in das All-Academic-Team der WCHA gewählt.
Im Sommer 2018 kehrte er nach Polen zurück, wo er zunächst für den GKS Katowice und seit 2021 für den GKS Tychy in der Polska Hokej Liga spielt. Mit Tychy gewann er kurz vor dem Jahreswechsel 2022/23 den polnischen Pokalwettbewerb und wurde wenige Monate später im Ligabetrieb Vizemeister mit der Mannschaft.

### International
Für Polen nahm Starzyński im Juniorenbereich jeweils an der Division I der U18-Weltmeisterschaften 2010 und 2011, als er zum besten Spieler seiner Mannschaft gewählt wurde, sowie der U20-Weltmeisterschaften 2012 und 2013, als er gemeinsam mit Adam Domogała zweitbester Scorer hinter beider Landsmann Kacper Guzik und hinter Domogała auch zweitbester Vorbereiter wurde, teil.
Sein Debüt in der Herren-Nationalmannschaft gab er bei den Spielen der Division I der Weltmeisterschaft 2019. Auch 2022 und 2023, als den Polen erstmals seit mehr als zwanzig Jahren der Aufstieg in die Top-Division gelang, spielte er in der Division I. Zudem spielte er für Polen bei der Olympiaqualifikation für die Winterspiele in Peking 2022.

## Erfolge und Auszeichnungen
- 2016 All-Academic-Team der Western Collegiate Hockey Association
- 2022 Polnischer Pokalsieger mit dem GKS Tychy
- 2023 Polnischer Vizemeister mit dem GKS Tychy

### International
- 2013 Aufstieg in die Division I, Gruppe A, bei der U20-Weltmeisterschaft der Division I, Gruppe B
- 2022 Aufstieg in die Division I, Gruppe A, bei der Weltmeisterschaft der Division I, Gruppe B
- 2023 Aufstieg in die Top-Division bei der Weltmeisterschaft der Division I, Gruppe A

## PHL-Statistik
(Stand: Ende der Spielzeit 2022/23)